# Vrbice (Litoměřicei járás)
Vrbice település Csehországban, a Litoměřicei járásban. Vrbice Kyškovice, Vrutice, Polepy, Chodouny, Hoštka és Brzánky településekkel határos. Lakosainak száma 575 fő (2024. január 1.).

## Népesség
A település lakosságának változását az alábbi diagram mutatja:
| Lakosok száma | 830  | 907  | 905  | 597  | 569  | 430  | 526  | 539  | 548  | 575  |
|               | 1869 | 1890 | 1921 | 1950 | 1980 | 2001 | 2017 | 2019 | 2022 | 2024 |